# Theridion grallator

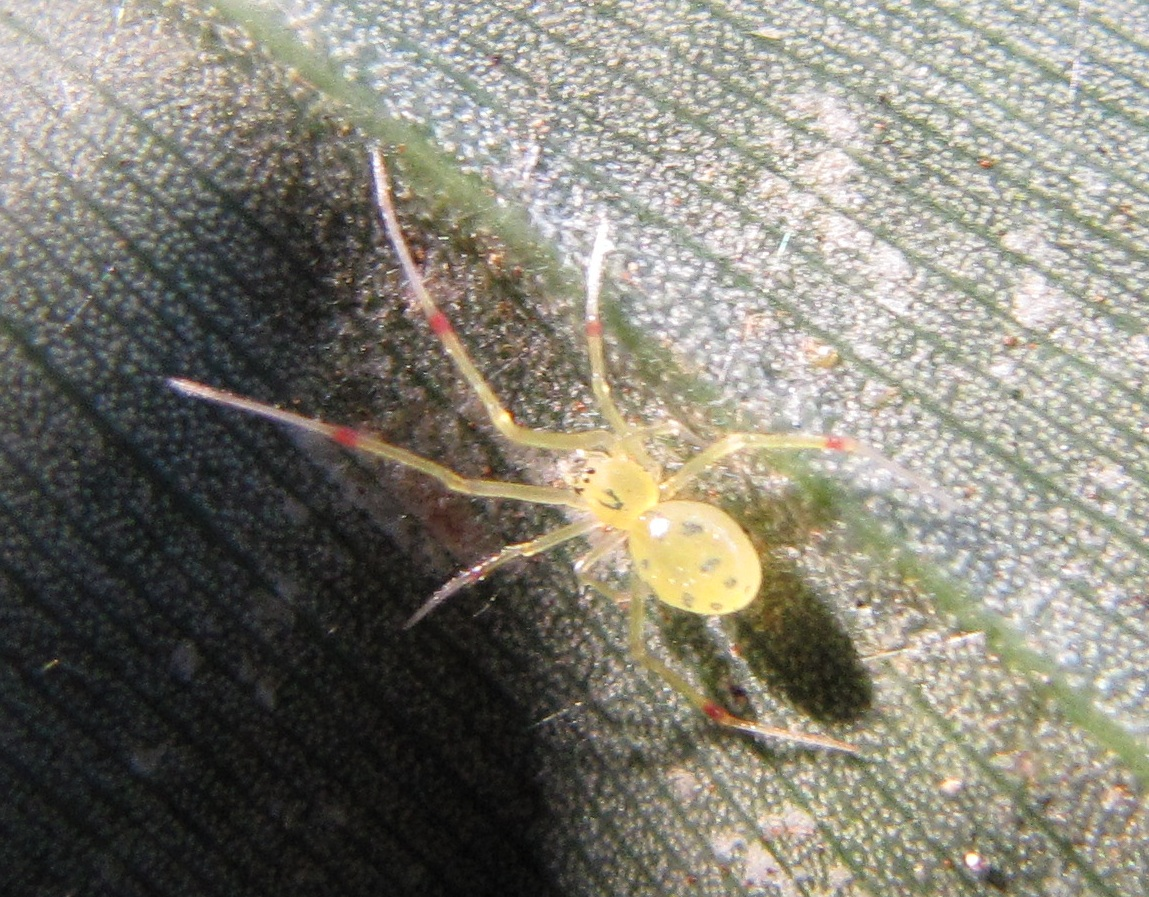
Theridion grallator

Theridion grallator é uma espécie de aranha que é chamado também de "aranha-cara-feliz".